# Protomelas labridens
Protomelas labridens är en fiskart som först beskrevs av Trewavas, 1935.  Protomelas labridens ingår i släktet Protomelas och familjen Cichlidae. IUCN kategoriserar arten globalt som livskraftig. Inga underarter finns listade i Catalogue of Life.